# Verein für Leibesübungen Wolfsburg 1974-1975
Questa voce raccoglie le informazioni riguardanti il Wolfsburg nelle competizioni ufficiali della stagione 1974-1975.

## Stagione
Nella stagione 1974-1975 il Wolfsburg, allenato da Imre Farkasinszky, Fritz Schollmeyer, Paul Kietzmann, concluse il campionato di 2. Bundesliga al 19º posto. In Coppa di Germania il Wolfsburg fu eliminato al secondo turno dal Werder Brema.

## Rosa
| N. |                     | Ruolo | Calciatore         |
| -- | ------------------- | ----- | ------------------ |
|    | Germania (bandiera) | P     | Joachim Diehl      |
|    | Germania (bandiera) | P     | Michael Maaß       |
|    | Germania (bandiera) | D     | Rainer Behrends    |
|    | Germania (bandiera) | D     | Ingo Eismann       |
|    | Germania (bandiera) | D     | Wolfgang Matz      |
|    | Germania (bandiera) | D     | Siegfried Otte     |
|    | Germania (bandiera) | D     | Dittmar Schönbeck  |
|    | Germania (bandiera) | C     | Karl-Heinz Borutta |
|    | Germania (bandiera) | C     | Jürgen Dudda       |
|    | Germania (bandiera) | C     | Wilfried Kemmer    |

| N. |                     | Ruolo | Calciatore           |
| -- | ------------------- | ----- | -------------------- |
|    | Germania (bandiera) | C     | Manfred Mattes       |
|    | Germania (bandiera) | C     | Edwin Meyer          |
|    | Germania (bandiera) | C     | Klaus-Dieter Schäfer |
|    | Germania (bandiera) | C     | Dieter Suchanek      |
|    | Germania (bandiera) | C     | Jürgen Suchanek      |
|    | Germania (bandiera) | C     | Dieter Winter        |
|    | Germania (bandiera) | A     | Wilfried Ahnefeld    |
|    | Germania (bandiera) | A     | Wolf-Rüdiger Krause  |
|    | Germania (bandiera) | A     | Fredi Rotermund      |
|    | Germania (bandiera) | A     | Wolfgang Wallek      |

## Organigramma societario
Area tecnica
- Allenatore: Paul Kietzmann
- Allenatore in seconda:
- Preparatore dei portieri:
- Preparatori atletici:

## Calciomercato

### Sessione estiva
| Acquisti | Acquisti        | Acquisti     | Acquisti |
| R.       | Nome            | da           | Modalità |
| -------- | --------------- | ------------ | -------- |
| D        | Rainer Behrends | OSV Hannover |          |

| Cessioni | Cessioni | Cessioni | Cessioni |
| R.       | Nome     | a        | Modalità |
| -------- | -------- | -------- | -------- |

### Sessione invernale
| Acquisti | Acquisti | Acquisti | Acquisti |
| R.       | Nome     | da       | Modalità |
| -------- | -------- | -------- | -------- |

| Cessioni | Cessioni | Cessioni | Cessioni |
| R.       | Nome     | a        | Modalità |
| -------- | -------- | -------- | -------- |

## Risultati

### 2. Bundesliga

#### Girone di andata
| Essen 3 agosto 1974, ore 15:00 CET 1ª giornata | Schwarz-Weiß Essen | 0 – 0 referto | Wolfsburg | Stadion Uhlenkrug (5 000 spett.)\| Arbitro: \| Hilker \| |
| Arbitro:                                       | Hilker             |               |           |                                                          |

| Arbitro: | Eggers |

|          |           |  |
| Matz 72’ | Marcatori |  |

| Arbitro: | Wahmann |

|                                             |           |            |
| Falter 2’ Stieber 13’ Wloka 51’ Lüttges 72’ | Marcatori | 89’ Krause |

| Arbitro: | Lüling |

|                                   |           |                |
| Krause 37’ Kemmer 56’ Borutta 71’ | Marcatori | 90’ Altendorff |

| Arbitro: | Wuttke |

|           |           |            |
| Balke 18’ | Marcatori | 77’ Mattes |

| Arbitro: | Teichert |

|                                               |           |                                                           |
| Krause 20’ (rig.) Dudda 72’ (rig.) Kemmer 89’ | Marcatori | 2’ (aut.) Matz 48’ Busse 70’ Stegmayer 88’ (rig.) Kaemmer |

| Arbitro: | Schütte |

|                        |           |          |
| Campbell 20’ Glock 73’ | Marcatori | 55’ Otte |

| Arbitro: | Halfter |

|                   |           |  |
| Dudda 2’ Otte 67’ | Marcatori |  |

| Arbitro: | Fork |

|                         |           |            |
| Kucharski 59’ Klohs 70’ | Marcatori | 53’ Kemmer |

| Wolfsburg 6 ottobre 1974, ore 15:00 CET 10ª giornata | Wolfsburg | 0 – 0 referto | Borussia Dortmund | VfL-Stadion am Elsterweg (6 000 spett.)\| Arbitro: \| Meijerink \| |
| Arbitro:                                             | Meijerink |               |                   |                                                                    |

| Arbitro: | Wichmann |

|                                             |           |            |
| Krause 11’, 20’, 41’ Wilbertz 37’ Greth 45’ | Marcatori | 12’ Krause |

| Arbitro: | Lutz |

|            |           |         |
| Krause 11’ | Marcatori | 9’ Kipp |

| Arbitro: | Redelfs |

|                                         |           |  |
| Nordmann 10’ Wittfoht 62’ Genschick 64’ | Marcatori |  |

| Arbitro: | Hanschke |

|  |           |              |
|  | Marcatori | 43’ Schonert |

| Arbitro: | Picker |

|  |           |                                                 |
|  | Marcatori | 17’ Seidenkranz 63’ Kolitsch 86’ (aut.) Eismann |

| Arbitro: | Stäglich |

|                                             |           |                        |
| Babington 8’ (rig.) Hammes 56’ Rosellen 67’ | Marcatori | 55’ Krause 85’ Borutta |

| Arbitro: | Eggers |

|                            |           |            |
| Dudda 1’ (rig.) Krause 15’ | Marcatori | 31’ Oswald |

| Arbitro: | Kaiser |

| |           |                 |
| Kulka 11’ Wenzel 17’, 88’ Hansen 49’, 61’ Petersen 56’ Höfert 59’ (rig.), 87’ Wohlers 80’ (rig.) Neumann 83’ | Marcatori | 21’, 68’ Mattes |

| Arbitro: | Horstmann |

|                                                             |           |                          |
| Wallek 7’, 85’, 87’ Dudda 48’ Krause 73’ (rig.), 77’ (rig.) | Marcatori | 29’ Struckmann 35’ Dirks |

#### Girone di ritorno
| Arbitro: | Oltmann |

|                                               |           |              |
| Borutta 43’ Krause 48’, 85’ (rig.) Kemmer 72’ | Marcatori | 55’ Fritsche |

| Arbitro: | Fork |

|                     |           |              |
| Pottgießer 16’, 71’ | Marcatori | 29’ Suchanek |

| Arbitro: | Zuchantke |

|  |           |            |
|  | Marcatori | 19’ Falter |

| Arbitro: | Picker |

|                                               |           |                      |
| John 37’ (rig.), 59’ Mielke 47’ Lunenburg 79’ | Marcatori | 1’ Winter 45’ Krause |

| Arbitro: | Eggers |

|  |           |                           |
|  | Marcatori | 64’, 83’ Lienen 65’ Graul |

| Arbitro: | Roth |

|                       |           |           |
| Kasperski 14’ Lex 74’ | Marcatori | 64’ Dudda |

| Arbitro: | Leyding |

|             |           |                                                                  |
| Borutta 40’ | Marcatori | 7’ Mödrath 17’, 69’ Bauerkämper 23’ (rig.) Neues 79’ (aut.) Matz |

| Arbitro: | Lutz |

|                                |           |           |
| Schulz 5’ Fock 55’ Eglitis 66’ | Marcatori | 6’ Krause |

| Arbitro: | Picker |

|                             |           |                               |
| Krause 28’ (rig.) Dudda 52’ | Marcatori | 11’, 87’ Kucharski 29’ Schulz |

| Arbitro: | König |

|                       |           |                        |
| Schildt 22’ Hartl 76’ | Marcatori | 65’, 73’ (rig.) Krause |

| Arbitro: | Hoppe |

|                        |           |  |
| Kemmer 47’ Schäfer 62’ | Marcatori |  |

| Arbitro: | Zuchantke |

|                         |           |                 |
| Fuchs 26’ Deterding 38’ | Marcatori | 3’, 57’ Schäfer |

| Arbitro: | Heitmann |

|                                        |           |                                                  |
| Schäfer 22’, 60’ Krause 54’ Mattes 67’ | Marcatori | 1’ Kaumkötter 5’, 80’, 87’ Schock 33’ Mühlenberg |

| Arbitro: | Weyland |

|                            |           |                                |
| Hübner 18’ Plaggemeyer 49’ | Marcatori | 24’ Matz 43’ Kemmer 84’ Wallek |

| Arbitro: | Wuttke |

|               |           |                       |
| Friedrich 51’ | Marcatori | 32’ Wallek 60’ Kemmer |

| Arbitro: | Glasneck |

|                                  |           |                                 |
| Wallek 1’ Schäfer 49’ Krause 60’ | Marcatori | 42’ Hammes 89’ (rig.) Babington |

| Arbitro: | Meijerink |

|                              |           |             |
| Rummenigge 21’, 56’ Meis 62’ | Marcatori | 90’ Schäfer |

| Arbitro: | Kaiser |

|                       |           |                                   |
| Krause 16’ Wallek 86’ | Marcatori | 41’ Wohlers 44’ Höfert 76’ Wenzel |

| Arbitro: | Eggers |

|                      |           |             |
| Götz 4’ Gummlich 85’ | Marcatori | 46’ Borutta |

### Coppa di Germania
| Arbitro: | Basedow |

|         |           |                     |
| Amiq 5’ | Marcatori | 3’ Mattes 23’ Dudda |

| Arbitro: | Zuchantke |

|                    |           |                                       |
| Borutta 75’ (rig.) | Marcatori | 45’, 72’ Weist 50’ Ohling 88’ Røntved |

## Statistiche

### Statistiche di squadra
| Competizione      | Punti | In casa | In casa | In casa | In casa | In casa | In casa | In trasferta | In trasferta | In trasferta | In trasferta | In trasferta | In trasferta | Totale | Totale | Totale | Totale | Totale | Totale | DR  |
| Competizione      | Punti | G       | V       | N       | P       | Gf      | Gs      | G            | V            | N            | P            | Gf           | Gs           | G      | V      | N      | P      | Gf     | Gs     | DR  |
| ----------------- | ----- | ------- | ------- | ------- | ------- | ------- | ------- | ------------ | ------------ | ------------ | ------------ | ------------ | ------------ | ------ | ------ | ------ | ------ | ------ | ------ | --- |
| 2. Bundesliga     | 26    | 19      | 8       | 2       | 9       | 36      | 36      | 19           | 2            | 4            | 13           | 25           | 53           | 38     | 10     | 6      | 22     | 61     | 89     | -28 |
| Coppa di Germania | -     | 1       | 0       | 0       | 1       | 1       | 4       | 1            | 1            | 0            | 0            | 2            | 1            | 2      | 1      | 0      | 1      | 3      | 5      | -2  |
| Totale            | 26    | 20      | 8       | 2       | 10      | 37      | 40      | 20           | 3            | 4            | 13           | 27           | 54           | 40     | 11     | 6      | 23     | 64     | 94     | -30 |

### Andamento in campionato
| Giornata  | 1  | 2 | 3  | 4 | 5 | 6 | 7 | 8 | 9 | 10 | 11 | 12 | 13 | 14 | 15 | 16 | 17 | 18 | 19 | 20 | 21 | 22 | 23 | 24 | 25 | 26 | 27 | 28 | 29 | 30 | 31 | 32 | 33 | 34 | 35 | 36 | 37 | 38 |
| --------- | -- | - | -- | - | - | - | - | - | - | -- | -- | -- | -- | -- | -- | -- | -- | -- | -- | -- | -- | -- | -- | -- | -- | -- | -- | -- | -- | -- | -- | -- | -- | -- | -- | -- | -- | -- |
| Luogo     | T  | C | T  | C | T | C | T | C | T | C  | T  | C  | T  | C  | C  | T  | C  | T  | C  | C  | T  | C  | T  | C  | T  | C  | T  | C  | T  | C  | T  | C  | T  | T  | C  | T  | C  | T  |
| Risultato | N  | V | P  | V | N | P | P | V | P | N  | P  | N  | P  | P  | P  | P  | V  | P  | V  | V  | P  | P  | P  | P  | P  | P  | P  | P  | N  | V  | N  | P  | V  | V  | V  | P  | P  | P  |
| Posizione | 12 | 5 | 14 | 8 | 8 | 9 | 9 | 7 | 9 | 10 | 12 | 12 | 15 | 17 | 18 | 19 | 18 | 19 | 18 | 15 | 17 | 18 | 18 | 18 | 18 | 18 | 19 | 20 | 20 | 19 | 19 | 19 | 19 | 17 | 17 | 17 | 17 | 19 |

Legenda:

Luogo: C = Casa; T = Trasferta. Risultato: V = Vittoria; N = Pareggio; P = Sconfitta.

### Statistiche dei giocatori
| Giocatore    | 2. Bundesliga | 2. Bundesliga | 2. Bundesliga | 2. Bundesliga | Coppa di Germania | Coppa di Germania | Coppa di Germania | Coppa di Germania | Totale   | Totale | Totale      | Totale     |
| Giocatore    | Presenze      | Reti          | Ammonizioni   | Espulsioni    | Presenze          | Reti              | Ammonizioni       | Espulsioni        | Presenze | Reti   | Ammonizioni | Espulsioni |
| ------------ | ------------- | ------------- | ------------- | ------------- | ----------------- | ----------------- | ----------------- | ----------------- | -------- | ------ | ----------- | ---------- |
| W. Ahnefeld  | 22            | 0             | 5             | 0             | 2                 | 0                 | 2                 | 0                 | 24       | 0      | 7           | 0          |
| R. Behrends  | 18            | 0             | 2             | 0             | 1                 | 0                 | 0                 | 0                 | 19       | 0      | 2           | 0          |
| K. Borutta   | 36            | 5             | 3             | 0             | 2                 | 1                 | 0                 | 0                 | 38       | 6      | 3           | 0          |
| J. Diehl     | 11            | 0             | 0             | 0             | 1                 | 0                 | 0                 | 0                 | 12       | 0      | 0           | 0          |
| J. Dudda     | 25            | 6             | 2             | 0             | 2                 | 1                 | 0                 | 0                 | 27       | 7      | 2           | 0          |
| I. Eismann   | 38            | 0             | 2             | 0             | 2                 | 0                 | 0                 | 0                 | 40       | 0      | 2           | 0          |
| W. Kemmer    | 30            | 7             | 4             | 0             | 2                 | 0                 | 0                 | 0                 | 32       | 7      | 4           | 0          |
| W. Krause    | 36            | 19            | 1             | 0             | 1                 | 0                 | 0                 | 0                 | 37       | 19     | 1           | 0          |
| M. Maaß      | 27            | 0             | 0             | 0             | 1                 | 0                 | 0                 | 0                 | 28       | 0      | 0           | 0          |
| M. Mattes    | 31            | 4             | 0             | 0             | 2                 | 1                 | 0                 | 0                 | 33       | 5      | 0           | 0          |
| W. Matz      | 34            | 2             | 1             | 0             | 2                 | 0                 | 0                 | 0                 | 36       | 2      | 1           | 0          |
| E. Meyer     | 23            | 0             | 2             | 0             | 0                 | 0                 | 0                 | 0                 | 23       | 0      | 2           | 0          |
| S. Otte      | 20            | 2             | 4             | 0             | 1                 | 0                 | 0                 | 0                 | 21       | 2      | 4           | 0          |
| F. Rotermund | 16            | 0             | 1             | 0             | 2                 | 0                 | 0                 | 0                 | 18       | 0      | 1           | 0          |
| K. Schäfer   | 16            | 7             | 1             | 0             | 0                 | 0                 | 0                 | 0                 | 16       | 7      | 1           | 0          |
| D. Schönbeck | 26            | 0             | 1             | 0             | 1                 | 0                 | 0                 | 0                 | 27       | 0      | 1           | 0          |
| D. Suchanek  | 18            | 1             | 2             | 0             | 0                 | 0                 | 0                 | 0                 | 18       | 1      | 2           | 0          |
| J. Suchanek  | 2             | 0             | 0             | 0             | 0                 | 0                 | 0                 | 0                 | 2        | 0      | 0           | 0          |
| W. Wallek    | 24            | 7             | 1             | 0             | 0                 | 0                 | 0                 | 0                 | 24       | 7      | 1           | 0          |
| D. Winter    | 24            | 1             | 1             | 0             | 1                 | 0                 | 0                 | 0                 | 25       | 1      | 1           | 0          |